# 武進二型作戰系統
武進二型為中華民國海軍80年代針對陽字號老舊艦艇進行的升級套件專案，目的為改裝成飛彈驅逐艦，以獲得現代化戰力。

## 作戰系統概述
1974年，海軍總司令部兵器處與中山科學研究院第三研究所展開武進一型作戰系統的研發，並同時向以色列進口4套RESHET作戰系統，裝備在4艘陽字號驅逐艦上，稱為武進二型作戰系統。

## 改裝艦艇
使用武進二型作戰系統的陽字號驅逐艦共有四艘：當陽艦（911）、漢陽艦（915）、萊陽艦（920）、開陽艦（924），以上皆已除役。

## 升級套件
- 以色列製RESHET作戰系統
- 雄風一型反艦飛彈的系統整合(中科院負責)
- 模擬器(中科院自製)
- 訓練儀(中科院自製)

## 參與單位
- 國防部海軍司令部
- 國家中山科學研究院
- 漢威聯合
- 海軍飛彈工廠